# Smeringopina camerunensis
Smeringopina camerunensis är en spindelart som beskrevs av Kraus 1957. Smeringopina camerunensis ingår i släktet Smeringopina och familjen dallerspindlar.
Artens utbredningsområde är Kamerun. Inga underarter finns listade i Catalogue of Life.